# Miles Franklin
Stella Maria Sarah Miles Franklin, nota anche con lo pseudonimo di Brent of Bin Bin (Talbingo, 14 ottobre 1879 – Drummoyne, 19 settembre 1954), è stata una scrittrice australiana.
È nota per il romanzo La mia brillante carriera da cui nel 1979 è stato tratto l'omonimo film.
A lei sono dedicati il Miles Franklin Award e il Premio Stella.